# Eupolemius
Unter dem Namen Eupolemius ist eine lateinische Versdichtung des Hochmittelalters überliefert, die der Textgattung der Bibelepik angehört und in allegorischer Form die christliche Heilsgeschichte vom Sündenfall bis zur Auferstehung Jesu Christi nacherzählt.
Über den Autor ist nichts bekannt, vermutlich stammte er aus dem deutschen Sprachgebiet. Die Entstehungszeit des Werks wird vor der Mitte des 12. Jahrhunderts, möglicherweise schon im 11. Jahrhundert angesetzt. Eine erste Teilpublikation erfolgte durch Georg Fabricius (Schola antiquitatum christiano puerili, Basel 1564.)
Die Dichtung in zwei Büchern spielt sich bei der Stadt Solima ab und handelt davon, dass Cacus, der Gegner des Agatus, den Antropus und dessen zwei Söhne in seinen Bann schlägt. Zu deren Rettung sendet Agatus den Moses aus, der sich an Judas, den besseren der Söhne wendet und  diesen in seinem schwankenden Glauben an Agatus zu befestigen und aus dem Dienst für Cacus abzuziehen versucht. Das zweite Buch beschreibt den epischen Kampf der Jebusäer gegen die Babylonier, in dem zahlreiche Krieger und Heerführer fallen. Als zuletzt Agatus seinen Sohn Messyas aussendet, wird dieser von Judas getötet, steht aber nach drei Tagen von den Toten auf und übernimmt mit seinem Vater die Herrschaft.
Die Namen der Protagonisten sind sprechend. Agatus ist eine latinisierte Form des altgriechischen Wortes agathos für „gut“ und meint Gott, Cacus leitet sich von kakos, d. h. „schlecht“ oder „böse“ ab und steht für den Teufel, Antropus steht für anthropos, den „Menschen“, also Adam, Solima für Hierosolyma (Jerusalem), Judas, Moses und Messyas verstehen sich von selbst.
Das erste Buch zählt 684 Verse, das zweite 779. Das Werk lehnt sich neben der Bibel formal auch an die antiken Epen an und ist dafür typischen lateinischen Hexametern geschrieben. Der Gedichtanfang spielt direkt auf die Aeneis an (Arma virumque cano... – „Von Waffentaten und dem Mann künde ich...“) und lautet:
Contra Messyam violenti prelia Caci // Detestanda cano, dudum quem fortibus armis // In dominum pugnasse suum nimiumque potentem // Instruxisse ferunt acies jebusea per arva, // Quae circa Solimam sita sunt. Non hic michi Clio, // Non michi Calliope, sed summa vocanda Sophia est. („Von den verabscheuungswürdigen Schlachten des gewalttätigen Cacus gegen Messyas künde ich, über den sie berichten, dass er lange mit großer Waffengewalt gegen seinen Herrn kämpfte und übermächtig geworden seine Heerscharen durch die Lande der Jebusäer führte, die bei Solima liegen. Dazu muss ich nicht Clio, die Muse der Geschichtsschreibung, nicht Kalliope, die der Dichtung, sondern die Weisheit anrufen.“)
Die nacherzählte Heilsgeschichte schließen die Verse ab:
Condunt regali corpus regale sepulcro. // Mirum, quod refero! // Iam tercia clarior omni // Sole dies oritur, cum Messyam redivivum // Veraces homines se vidisse in Galilea // Asseruere. Pius gaudens pater acciit illum // Inque trono meritum fecit regnare paterno. („Sie bestatten den königlichen Körper in einem königlichen Grab. Ein Wunder, das ich nun berichte! Schon am dritten Tage, heller als jede Sonne, bezeugen wahrheitsliebende Männer, dass sie den wieder lebendig gewordenen Messyas in Galilea gesehen haben. Der fromme Vater empfängt ihn voll Freude und macht ihn nach Verdienst zum Herrscher auf dem väterlichen Thron.“)